# Potestas
La potestas (en llatí 'potestat') és un concepte jurídic que manifesta el poder, facultat, domini, que es té sobre altri, ja siguin persones o institucions.

## Concepte
Originari del dret romà, la potestas era la manifestació socialment reconeguda del «poder», en tal manera que aquell qui ostentava la potestas tenia la capacitat legal per fer complir les seves decisions. Després de la caiguda de l'imperi Romà la teoria política romana va romandre en les societats altmedievals i l'emperador d'Occident s'atribuí la potestas com a manifestació del seu poder. La fractura de l'Imperi Carolingi en regnes, ducats i comtats va propiciar que els oficials carolingis s'utoproclamessin reis, ducs o comtes sense rendir obediència a l'emperador, apoderant-se de manera efectiva de la potestas, la capacitat efectiva per exercir el poder. La crisi ocasionada per la revolució feudal debilità la Potestas dels reis com a garants de l'ordre públic, i aquests es veieren obligats a fonamentar el seu poder en les convenientiae amb els magnats feudals, al marge de les lleis. Durant l'edat moderna es restablí el dret públic i les institucions de la terra començaren a exercir la potestas mitjançant pactes amb els monarques. Actualment en l'edat contemporània la potestas l'exerceixen els Ens de dret públic (l'administració pública, el ministeri públic, etc.), per bé que també s'utilitza en el dret privat. La conceptualització de la potestas presenta tres facetes:
- La potestas és un «poder» perquè qui l'ostenta pot fer ús de la força per exercir-la.
- La potestas és un «deure» perquè qui l'ostenta està obligat a exercir-la, i no la pot rebutjar.
- La potestas és un «dret» perquè qui l'ostenta té la facultat legal pert exercir-la sobre altri a fi que compleixi amb certs deures.

## Història

### Origen del concepte: lapotestasromana
El concepte originari de potestas es referia a la facultat, a través de la coacció, d'un magistrat romà, els cònsol i els pretors, a promulgar edictes. Aquest poder, en la teoria política i jurídica romana, era considerat similar, encara que de menor grau, a l'imperium que implicava el poder militar; els magistrats més importants, els cònsols i els pretors, es deia que tenien imperium, què és la forma més severa de potestas, i es refereix de fet al poder militar. Per contrast, el Senat i els prudents (juristes) exercien la auctoritas, és a dir, la auctoritas era una manifestació socialment reconeguda de «coneixement», mentre la potestas era una manifestació socialment reconeguda de «poder». En la teoria política romana, ambdues eren necessàries per guiar la res publica.

### Lapotestasimperial carolíngia
Després de la caiguda de l'imperi Romà d'Occident, la major part de les institucions de dret públic romà va caure en desús, però gran part de la teoria política romana va romandre en les societats medievals. Després de la restauració de l'imperi Romà d'Occident, l'imperi Carolingi, el món cristià va ser governat conjuntament, en teoria, pel Papa i per l'emperador del Sacre Imperi Romà. El primer tenia el poder espiritual, que es va identificar amb l'auctoritas, mentre que el segon tenia el poder temporal, identificat amb la potestas. Inicialment el Papa va coronar emperador, i l'emperador va nomenar el Papa, raó per la qual es trobaven en una situació d'equilibri, però després de la Lluita de les Investidures (1075-1122) el Papa passà a ser escollit per un Col·legi de Cardenals.

### Lapotestasreial medieval
Per la seva part, a mesura que el poder efectiu de l'Imperi Carolingi va anar disminuït i fragmentant-se, els regnes, ducats i comtats van afirmar la seva pròpia independència; una manera de refermar aquesta independència va ser amb l'apropiació de la potestas, de manera que reis, ducs i comtes assumiren el poder de l'emperador. El jurista català Pere Albert en codificà la significació en les Commemoracions de Pere Albert, que foren reconegudes com a font del dret en les Corts de Montsó (1470) i incorporat a les Constitucions catalanes.